# Ойген Мюлер
Ойген Мюлер (на немски: Eugen Müller) е генерал от артилерията на германския Вермахт. Той е известен с това, че подготвя комисарската заповед в подготовката за Операция Барбароса, нахлуването през 1941 г. в Съветския съюз.

## Биография
Роден е през 1891 г. Мюлер се присъединява към армията през 1912 г. и служи по време на Първата световна война. Той е част от Райхсвера и след това Вермахта, достигайки ранг полковник през 1935 г. На 1 април 1939 г. Мюлер е повишен в ранг генерал-майор и поема командването на военната академия.
На 1 септември 1939 г., при избухването на Втората световна война, Мюлер е назначен за началник на щаба на армията под командването на Франц Халдер. Мюлер отговаря за правни и наказателни действия, свързани с окупираните райони в Европа. Той остава в Генералния щаб до края на войната.

## Комисарска заповед
Първият проект на комисарската заповед е издаден от генерал Ойген Мюлер на 6 май 1941 г. и призовава за застрелване на всички комисари, за да не се позволи на всеки заловен комисар да бъде пратен в лагера на военнопленниците в Германия. Германският историк Ханс-Адолф Якобсен пише:
„В съзнанието на командирите на германската армия никога не е имало никакво съмнение, че заповедта умишлено нарушава международното право, което се потвърждава от необичайно малкия брой писмени копия на Kommissarbefehl, които са били разпространени.“
Параграфът, в който генерал Мюлер призовава командирите на армията да предотвратят „ексцесиите“, е отстранен по искане на ОКВ. Окончателният проект на заповедта е издаден от ОКВ на 6 юни 1941 г. и е ограничен само до най-старшите командири, които са инструктирани да информират устно своите подчинени.
Прилагането на заповедта на комисаря води до хиляди екзекуции. Германският историк Юрген Фьорстер пише през 1989 г., че просто не е вярно, както твърдят повечето командири на германската армия в своите мемоари, а някои германски историци като Ернст Нолте все още твърдят, че заповедта на комисаря не е изпълнена. На 23 септември 1941 г., след като няколко командира на Вермахта искат заповедта да бъде омекотена като начин да се насърчи предаването на Червената армия, Хитлер отхвърля „всяка промяна на съществуващите заповеди относно третирането на политическите комисари“.